# Ippolito Desideri
Ippolito Desideri (* 21. Dezember 1684 in Pistoia, Toskana; † 14. April 1733 in Rom) war ein italienischer Jesuit, der im 18. Jahrhundert als Missionar in Tibet diente.

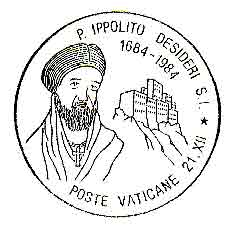

## Leben
Im Alter von nicht ganz sechzehn Jahren trat Desideri in Rom dem Jesuiten-Orden bei. Er besuchte dort die Jesuitenschule „Collegio Romano“. Aufgrund seines großen Enthusiasmus und dem Wunsch, anderen das Heil nahe zu bringen, wurde er vom Generalobersten Michelangelo Tamburini für eine Expedition in das zu jener Zeit nahezu unbekannte und mysteriöse Tibet ausgewählt.
Noch bevor er seine Studien vollständig abgeschlossen hatte, verließ er Rom am 9. September 1712. Mit einem portugiesischen Schiff erreichte er ein Jahr später Goa in Indien und reiste später nach Agra, dem Sitz der Jesuitenmission in Nordindien, das er im September 1714 erreichte. Nach einer weiteren Reise erreichte er am 18. März 1716 die tibetische Stadt Lhasa. Der mongolische Herrscher in Lhasa gab ihm die Erlaubnis, ein Haus zu mieten und das Christentum zu lehren. Desideri lernte tibetisch, fand durchaus Gefallen am Buddhismus, studierte seine Grundsätze und diskutierte darüber ausgiebig mit den Lehrern vor Ort. Im Verlauf seiner Missionarstätigkeit schrieb Desideri fünf Bücher in Tibetisch. Seine Arbeit wurde im Jahr 1721 abrupt unterbrochen, da die Kongregation für die Evangelisierung der Völker nunmehr den Kapuzinern die tibetische Mission anvertraut hatte. Er verließ Lhasa am 28. April 1721 und Tibet selbst am 14. Dezember desselben Jahres. Desideri hielt sich noch mehrere Jahre in Indien auf und machte sich im Januar 1727 auf die Heimreise nach Italien. Rom erreichte er, nach Aufenthalten in England und Frankreich, im Januar 1728.
Eine moderne englische Ausgabe seiner Reisebeschreibung erschien in der Sammlung The Broadway Travellers.

## Werke
- An Account of Tibet. The Travels of Ippolito Desideri of Pistoia, S.J., 1712–1727. Edited by Filippo de Filippi. Routledge, London 1932 (The Broadway Travellers).
  - Reprint: RoutledgeCurzon, 2005, ISBN 978-0-415-34678-8
  - E-Book: Taylor & Francis, 2014, ISBN 978-0-203-30739-7